# Arochukwu
Arochukwu – miasto w południowo-wschodniej Nigerii, jest największym miastem w stanie Abia po Abie i Umuahii. Jest zamieszkane głównie przez ludność Ibo i składa się z 19 wiosek. Liczy 24,4 tys. mieszkańców.